# Incheon Munhak Stadium
Incheon Munhak Stadium (인천문학경기장) è lo stadio di Incheon, città della Corea del Sud, ed è di uso polivalente, essendo utilizzato per le partite di calcio e per le gare di atletica leggera.
L'impianto, i cui lavori iniziarono nel 1994 e terminarono nel 2002 con l'inaugurazione ufficiale, è utilizzato dalla squadra sudcoreana dell'Incheon United.

## Campionato mondiale di calcio 2002
Durante il Mondiale ha ospitato le seguenti gare;
- Costa Rica -  Turchia 1-1 (gruppo C) il 9 giugno
- Danimarca -  Francia 2-0 (gruppo A) il 11 giugno
- Portogallo -  Corea del Sud 0-1 (gruppo D) il 14 giugno